# Daimler-Benz DB 601
El Daimler-Benz DB 601 fue un motor de aviación alemán en configuración V12 invertida, extensamente empleado en aparatos de la Luftwaffe.

## Diseño y desarrollo

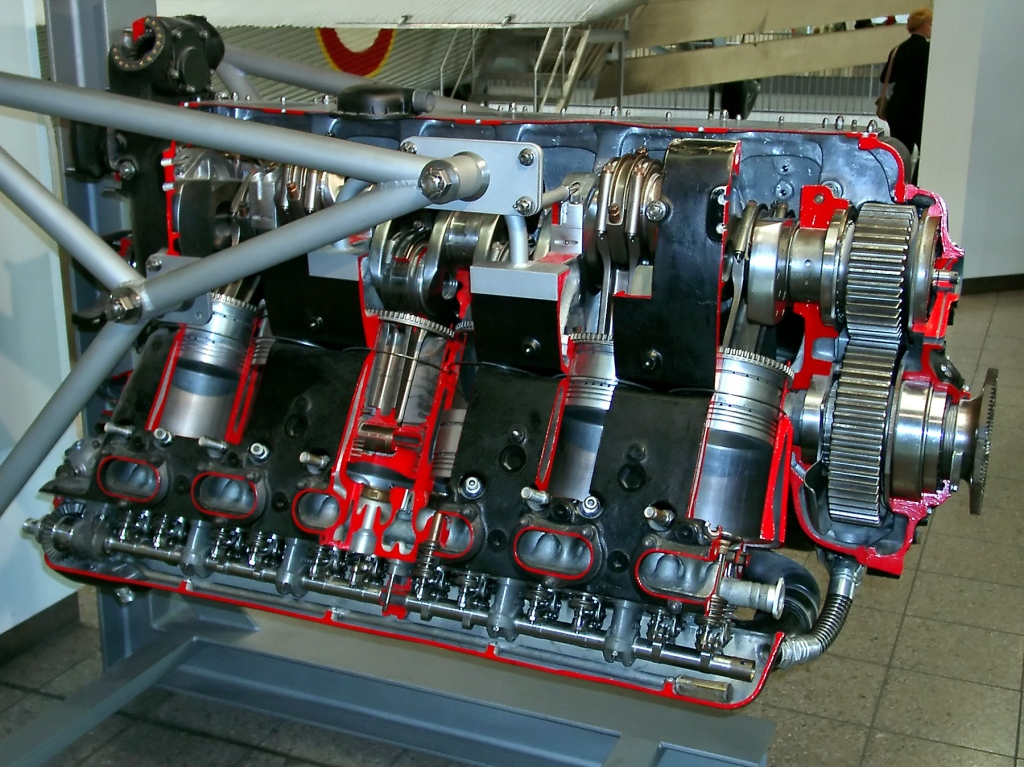
Daimler-Benz-DB 601A.

Básicamente, se trataba de un Daimler-Benz DB 600 en el que se había sustituido el sistema de carburación por uno de inyección directa de combustible. Ello conllevó una serie de ventajas, como la eliminación del problema de congelación que ocurría en los carburadores, capacidad de emplear combustible de un octanaje menor sin complicaciones y una reducción en el consumo del mismo, aunque la característica más destacable del sistema de inyección es la capacidad de operar bajo condiciones de G negativa, cuando muchos sistemas de carburación dejan de funcionar.
Algo innovador en el DB 601 respecto al DB 600 fue el sistema de Convertidor de par hidráulico activado barométricamente del compresor centrífugo, que variaba su giro en función de la altura, resultando mucho más eficiente que un compresor fijo.
A lo largo de su desarrollo se fue incrementando la potencia entregada, desde los 1.100 HP de la versión DB 601A pasando por los 1.270 de la DB 601N, hasta alcanzar su máximo potencial con la DB 601E. El DB 601ARJ, el décimo prototipo de la serie DB 601, fue especialmente modificado para girar a 3.500 revoluciones por minuto, y empleando inyección de metanol durante un minuto, ser capaz de entregar 2300 HP. Esta versión fue empleada en el Messerschmitt Me 209 para alcanzar plusmarcas de velocidad.
Acoplando un par de motores DB 601 a una caja de reducción común se obtuvo el Daimler-Benz DB 606, empleado por primera vez en el Heinkel He 119 en 1937. La potencia entregada era de 2.700 HP, con un peso de 1.565 kg. El diseño resultó propenso al recalentamiento e incendios, debido a la proximidad de las bancadas inferiores de los cilindros, cuyos escapes discurrían cerca de líneas de lubricación. El desarrollo del Heinkel He 177 se vio lastrado por estos problemas.
El DB 601 fue construido bajo licencia en Japón como los Aichi Atsuta y Kawasaki Ha-40, con los que se motorizaron aparatos como los Aichi M6A y Kawasaki Ki-61.

## Aplicaciones
DB 601
- Dornier Do 215
- Heinkel He 100
- Henschel Hs 130A-0
- Messerschmitt Bf 109
- Messerschmitt Bf 110
- Messerschmitt Me 210

### Bajo licencia
Aichi Atsuta
- Aichi M6A
- Yokosuka D4Y

Alfa Romeo RA 1000 RC.41
- Macchi C.202
- Reggiane Re.2001

Kawasaki Ha-40
- Kawasaki Ki-61

## Especificaciones
Referencia datos:
- Tipo: Motor V12 invertida
- Diámetro: 150 mm
- Carrera: 160 mm
- Desplazamiento: 33,93 l
- Peso:
- Admisión: Compresor centrífugo
- Alimentación: Inyección directa
- Refrigeración: Agua presurizada
- Potencia: 1.100 HP (DB 601A), 1.270 HP (DB 601N)

### Desarrollos relacionados
- Daimler-Benz DB 605
- Kawasaki Ha40

### Motores similares
- Junkers Jumo 211
- Allison V-1710
- Rolls-Royce Merlin

### Listas relacionadas
- Anexo:Motores aeronáuticos